# Lista över vinnare av förarmästerskapet i Formel 1
Denna artikel är lista över vinnare av förarmästerskapet i Formel 1-VM.
Förarmästerskapet (engelska: Formula One World Drivers' Championship) är en utmärkelse utfärdat av Fédération Internationale de l'Automobile (FIA) till den föraren med flest ackumulerade poäng under en säsong. Förarmästerskapet utgår från ett poängsystem som har varierat ett antal gånger sedan 1950 till nutid.
Den förste vinnaren av utmärkelsen var italienaren Giuseppe Farina 1950 (för Alfa Romeo). Den förste föraren som vann multipla mästerskap var Alberto Ascari (för Ferrari) åren 1952 och 1953, vilket blev hans enda titlar i Formel 1. Hittills har 34 olika förare vunnit titeln. Michael Schumacher och Lewis Hamilton delar rekordet för flest antal vunna titlar med 7 stycken var.

## Lista över mästare
| År   | 0              | Förare             | Ålder | 0              | Konstruktör | 0              | Motortillverkare | Däck | PP | Vinster | Podium | Snabbaste varv | Poäng |
| ---- | -------------- | ------------------ | ----- | -------------- | ----------- | -------------- | ---------------- | ---- | -- | ------- | ------ | -------------- | ----- |
| 1950 | Italien        | Giuseppe Farina    | 44    | Italien        | Alfa Romeo  | Italien        | Alfa Romeo       | P    | 2  | 3       | 3      | 3              | 30    |
| 1951 | Argentina      | Juan Manuel Fangio | 40    | Italien        | Alfa Romeo  | Italien        | Alfa Romeo       | P    | 4  | 3       | 5      | 5              | 31    |
| 1952 | Italien        | Alberto Ascari     | 34    | Italien        | Ferrari     | Italien        | Ferrari          | F P  | 5  | 6       | 6      | 6              | 36    |
| 1953 | Italien        | Alberto Ascari     | 35    | Italien        | Ferrari     | Italien        | Ferrari          | P    | 6  | 5       | 5      | 4              | 34,5  |
| 1954 | Argentina      | Juan Manuel Fangio | 43    | Italien        | Maserati    | Italien        | Maserati         | P    | 5  | 6       | 7      | 3              | 42    |
| 1954 | Argentina      | Juan Manuel Fangio | 43    | Västtyskland   | Mercedes    | Västtyskland   | Mercedes         | C    | 5  | 6       | 7      | 3              | 42    |
| 1955 | Argentina      | Juan Manuel Fangio | 44    | Västtyskland   | Mercedes    | Västtyskland   | Mercedes         | C    | 3  | 4       | 5      | 3              | 40    |
| 1956 | Argentina      | Juan Manuel Fangio | 45    | Italien        | Ferrari     | Italien        | Ferrari          | E    | 6  | 3       | 5      | 4              | 30    |
| 1957 | Argentina      | Juan Manuel Fangio | 46    | Italien        | Maserati    | Italien        | Maserati         | P    | 4  | 4       | 6      | 2              | 40    |
| 1958 | Storbritannien | Mike Hawthorn      | 29    | Italien        | Ferrari     | Italien        | Ferrari          | E    | 4  | 1       | 7      | 5              | 42    |
| 1959 | Australien     | Jack Brabham       | 33    | Storbritannien | Cooper      | Storbritannien | Climax           | D    | 1  | 2       | 5      | 1              | 31    |
| 1960 | Australien     | Jack Brabham       | 34    | Storbritannien | Cooper      | Storbritannien | Climax           | D    | 3  | 5       | 5      | 3              | 43    |
| 1961 | USA            | Phil Hill          | 34    | Italien        | Ferrari     | Italien        | Ferrari          | D    | 5  | 2       | 6      | 2              | 34    |
| 1962 | Storbritannien | Graham Hill        | 33    | Storbritannien | BRM         | Storbritannien | BRM              | D    | 1  | 4       | 6      | 3              | 42    |
| 1963 | Storbritannien | Jim Clark          | 27    | Storbritannien | Lotus       | Storbritannien | Climax           | D    | 7  | 7       | 9      | 6              | 54    |
| 1964 | Storbritannien | John Surtees       | 30    | Italien        | Ferrari     | Italien        | Ferrari          | D    | 2  | 2       | 6      | 2              | 40    |
| 1965 | Storbritannien | Jim Clark          | 29    | Storbritannien | Lotus       | Storbritannien | Climax           | D    | 6  | 6       | 6      | 6              | 54    |
| 1966 | Australien     | Jack Brabham       | 40    | Storbritannien | Brabham     | Australien     | Repco            | G    | 3  | 4       | 5      | 1              | 42    |
| 1967 | Nya Zeeland    | Denny Hulme        | 31    | Storbritannien | Brabham     | Australien     | Repco            | G    | 0  | 2       | 8      | 2              | 51    |
| 1968 | Storbritannien | Graham Hill        | 39    | Storbritannien | Lotus       | USA            | Ford             | F    | 2  | 3       | 6      | 0              | 48    |
| 1969 | Storbritannien | Jackie Stewart     | 30    | Frankrike      | Matra       | USA            | Ford             | D    | 2  | 6       | 7      | 5              | 63    |
| 1970 | Österrike      | Jochen Rindt       | 28    | Storbritannien | Lotus       | USA            | Ford             | F    | 3  | 5       | 5      | 1              | 45    |
| 1971 | Storbritannien | Jackie Stewart     | 32    | Storbritannien | Tyrrell     | USA            | Ford             | G    | 6  | 6       | 7      | 3              | 62    |
| 1972 | Brasilien      | Emerson Fittipaldi | 25    | Storbritannien | Lotus       | USA            | Ford             | F    | 3  | 5       | 8      | 0              | 61    |
| 1973 | Storbritannien | Jackie Stewart     | 34    | Storbritannien | Tyrrell     | USA            | Ford             | G    | 3  | 5       | 8      | 1              | 71    |
| 1974 | Brasilien      | Emerson Fittipaldi | 27    | Storbritannien | McLaren     | USA            | Ford             | G    | 2  | 3       | 7      | 0              | 55    |
| 1975 | Österrike      | Niki Lauda         | 26    | Italien        | Ferrari     | Italien        | Ferrari          | G    | 9  | 5       | 8      | 2              | 64,5  |
| 1976 | Storbritannien | James Hunt         | 29    | Storbritannien | McLaren     | USA            | Ford             | G    | 8  | 6       | 8      | 2              | 69    |
| 1977 | Österrike      | Niki Lauda         | 28    | Italien        | Ferrari     | Italien        | Ferrari          | G    | 2  | 3       | 10     | 3              | 72    |
| 1978 | USA            | Mario Andretti     | 38    | Storbritannien | Lotus       | USA            | Ford             | G    | 8  | 6       | 7      | 3              | 64    |
| 1979 | Sydafrika      | Jody Scheckter     | 29    | Italien        | Ferrari     | Italien        | Ferrari          | M    | 1  | 3       | 6      | 0              | 51    |
| 1980 | Australien     | Alan Jones         | 34    | Storbritannien | Williams    | USA            | Ford             | G    | 3  | 5       | 10     | 5              | 67    |
| 1981 | Brasilien      | Nelson Piquet      | 29    | Storbritannien | Brabham     | USA            | Ford             | M G  | 4  | 3       | 7      | 1              | 50    |
| 1982 | Finland        | Keke Rosberg       | 34    | Storbritannien | Williams    | USA            | Ford             | G    | 1  | 1       | 6      | 0              | 44    |
| 1983 | Brasilien      | Nelson Piquet      | 31    | Storbritannien | Brabham     | Tyskland       | BMW              | M    | 1  | 3       | 8      | 4              | 59    |
| 1984 | Österrike      | Niki Lauda         | 35    | Storbritannien | McLaren     | Luxemburg      | TAG              | M    | 0  | 5       | 9      | 5              | 72    |
| 1985 | Frankrike      | Alain Prost        | 30    | Storbritannien | McLaren     | Luxemburg      | TAG              | G    | 2  | 5       | 11     | 5              | 73    |
| 1986 | Frankrike      | Alain Prost        | 31    | Storbritannien | McLaren     | Luxemburg      | TAG              | G    | 1  | 4       | 11     | 2              | 72    |
| 1987 | Brasilien      | Nelson Piquet      | 35    | Storbritannien | Williams    | Japan          | Honda            | G    | 4  | 3       | 11     | 4              | 73    |
| 1988 | Brasilien      | Ayrton Senna       | 28    | Storbritannien | McLaren     | Japan          | Honda            | G    | 13 | 8       | 11     | 3              | 90    |
| 1989 | Frankrike      | Alain Prost        | 34    | Storbritannien | McLaren     | Japan          | Honda            | G    | 2  | 4       | 11     | 5              | 76    |
| 1990 | Brasilien      | Ayrton Senna       | 30    | Storbritannien | McLaren     | Japan          | Honda            | G    | 10 | 6       | 11     | 2              | 78    |
| 1991 | Brasilien      | Ayrton Senna       | 31    | Storbritannien | McLaren     | Japan          | Honda            | G    | 8  | 7       | 12     | 2              | 96    |
| 1992 | Storbritannien | Nigel Mansell      | 39    | Storbritannien | Williams    | Frankrike      | Renault          | G    | 14 | 9       | 12     | 8              | 108   |
| 1993 | Frankrike      | Alain Prost        | 38    | Storbritannien | Williams    | Frankrike      | Renault          | G    | 13 | 7       | 12     | 6              | 99    |
| 1994 | Tyskland       | Michael Schumacher | 25    | Storbritannien | Benetton    | USA            | Ford             | G    | 6  | 8       | 10     | 8              | 92    |
| 1995 | Tyskland       | Michael Schumacher | 26    | Storbritannien | Benetton    | Frankrike      | Renault          | G    | 4  | 9       | 11     | 8              | 102   |
| 1996 | Storbritannien | Damon Hill         | 36    | Storbritannien | Williams    | Frankrike      | Renault          | G    | 9  | 8       | 10     | 5              | 97    |
| 1997 | Kanada         | Jacques Villeneuve | 26    | Storbritannien | Williams    | Frankrike      | Renault          | G    | 10 | 7       | 8      | 3              | 81    |
| 1998 | Finland        | Mika Häkkinen      | 30    | Storbritannien | McLaren     | Tyskland       | Mercedes         | B    | 9  | 8       | 11     | 6              | 100   |
| 1999 | Finland        | Mika Häkkinen      | 31    | Storbritannien | McLaren     | Tyskland       | Mercedes         | B    | 11 | 5       | 10     | 6              | 76    |
| 2000 | Tyskland       | Michael Schumacher | 31    | Italien        | Ferrari     | Italien        | Ferrari          | B    | 9  | 9       | 12     | 2              | 108   |
| 2001 | Tyskland       | Michael Schumacher | 32    | Italien        | Ferrari     | Italien        | Ferrari          | B    | 11 | 9       | 14     | 3              | 123   |
| 2002 | Tyskland       | Michael Schumacher | 33    | Italien        | Ferrari     | Italien        | Ferrari          | B    | 7  | 11      | 17     | 7              | 144   |
| 2003 | Tyskland       | Michael Schumacher | 34    | Italien        | Ferrari     | Italien        | Ferrari          | B    | 5  | 6       | 8      | 5              | 93    |
| 2004 | Tyskland       | Michael Schumacher | 35    | Italien        | Ferrari     | Italien        | Ferrari          | B    | 8  | 13      | 15     | 10             | 148   |
| 2005 | Spanien        | Fernando Alonso    | 24    | Frankrike      | Renault     | Frankrike      | Renault          | M    | 6  | 7       | 15     | 2              | 133   |
| 2006 | Spanien        | Fernando Alonso    | 25    | Frankrike      | Renault     | Frankrike      | Renault          | M    | 6  | 7       | 14     | 5              | 134   |
| 2007 | Finland        | Kimi Räikkönen     | 28    | Italien        | Ferrari     | Italien        | Ferrari          | B    | 3  | 6       | 12     | 6              | 110   |
| 2008 | Storbritannien | Lewis Hamilton     | 23    | Storbritannien | McLaren     | Tyskland       | Mercedes         | B    | 7  | 5       | 10     | 1              | 98    |
| 2009 | Storbritannien | Jenson Button      | 29    | Storbritannien | Brawn       | Tyskland       | Mercedes         | B    | 4  | 6       | 9      | 2              | 95    |
| 2010 | Tyskland       | Sebastian Vettel   | 23    | Österrike      | Red Bull    | Frankrike      | Renault          | B    | 10 | 5       | 10     | 3              | 256   |
| 2011 | Tyskland       | Sebastian Vettel   | 24    | Österrike      | Red Bull    | Frankrike      | Renault          | P    | 15 | 11      | 17     | 3              | 392   |
| 2012 | Tyskland       | Sebastian Vettel   | 25    | Österrike      | Red Bull    | Frankrike      | Renault          | P    | 6  | 5       | 10     | 6              | 281   |
| 2013 | Tyskland       | Sebastian Vettel   | 26    | Österrike      | Red Bull    | Frankrike      | Renault          | P    | 9  | 13      | 16     | 7              | 397   |
| 2014 | Storbritannien | Lewis Hamilton     | 29    | Tyskland       | Mercedes    | Tyskland       | Mercedes         | P    | 7  | 11      | 16     | 7              | 384   |
| 2015 | Storbritannien | Lewis Hamilton     | 30    | Tyskland       | Mercedes    | Tyskland       | Mercedes         | P    | 11 | 10      | 17     | 8              | 381   |
| 2016 | Tyskland       | Nico Rosberg       | 31    | Tyskland       | Mercedes    | Tyskland       | Mercedes         | P    | 8  | 9       | 16     | 6              | 385   |
| 2017 | Storbritannien | Lewis Hamilton     | 32    | Tyskland       | Mercedes    | Tyskland       | Mercedes         | P    | 11 | 9       | 13     | 7              | 363   |
| 2018 | Storbritannien | Lewis Hamilton     | 33    | Tyskland       | Mercedes    | Tyskland       | Mercedes         | P    | 11 | 11      | 17     | 3              | 408   |
| 2019 | Storbritannien | Lewis Hamilton     | 34    | Tyskland       | Mercedes    | Tyskland       | Mercedes         | P    | 5  | 11      | 17     | 6              | 413   |
| 2020 | Storbritannien | Lewis Hamilton     | 35    | Tyskland       | Mercedes    | Tyskland       | Mercedes         | P    | 9  | 11      | 14     | 6              | 347   |
| 2021 | Nederländerna  | Max Verstappen     | 24    | Österrike      | Red Bull    | Japan          | Honda            | P    | 10 | 10      | 18     | 5              | 395,5 |
| 2022 | Nederländerna  | Max Verstappen     | 25    | Österrike      | Red Bull    | Österrike      | RBPT             | P    | 10 | 15      | 17     | 5              | 454   |
| 2023 | Nederländerna  | Max Verstappen     | 26    | Österrike      | Red Bull    | Japan          | Honda RBPT       | P    | 12 | 19      | 21     | 9              | 575   |
| År   | 0              | Förare             | Ålder | 0              | Konstruktör | 0              | Motortillverkare | Däck | PP | Vinster | Podium | Snabbaste varv | Poäng |

## Statistik

### Segrare efter nationalitet
| Nation         | Antal Vinster |
| -------------- | ------------- |
| Storbritannien | 20            |
| Tyskland       | 12            |
| Brasilien      | 8             |
| Argentina      | 5             |
| Finland        | 4             |
| Frankrike      | 4             |
| Österrike      | 4             |
| Australien     | 4             |
| Italien        | 3             |
| Nederländerna  | 4             |
| Spanien        | 2             |
| USA            | 2             |
| Kanada         | 1             |
| Nya Zeeland    | 1             |
| Sydafrika      | 1             |

## Fotnoter